# Diploa tridens
Diploa tridens är en skalbaggsart som beskrevs av Gilbert John Arrow 1906. Diploa tridens ingår i släktet Diploa och familjen Cetoniidae. Inga underarter finns listade i Catalogue of Life.